# Mikoto Minagi
Mikoto Minagi (美袋命 Minagi Mikoto) es un personaje ficticio de las series Mai-HiME y Mai-Otome. También llamada simplemente Mikoto en Mai-Otome. Los correspondientes Seiyū que dan vida a la voz son: Ai Shimizu en japonés, y Caitlynne Medrek en inglés.

## Principales Características
Mikoto tiene unos ojos amarillos y un cabello corto con dos trenzas que hacen juego. Es muy fuerte y ágil, puesto que carga una espada muy pesada. Siempre acompaña a Mai Tokiha y aunque son compañeras de cuarto también se nota que son muy buenas amigas. Siente celos del que se acerque a Mai, en especial a su pecho el cual acerca a su cara diciendo que es suyo.
Podría confundirse con un demonio gato por sus gestos y movimientos, pero es una Diosa que podría destruirte si lo quisiera. Disfruta de la comida de Mai más que nada mientras no sea picante y, si no fuese por ella, ya hubiese muerto de hambre.
Mikoto aparentemente es una niña ingenua y frágil aunque realmente es todo lo contrario.
Ella hizo un contrato con su Oni-yue con lo que hace que sus poderes cambie.

## Anime Mai-HiME
Mikoto desempeña un papel importante en el anime, tanto así que a veces da la impresión de adueñarse de la trama. Estudia el tercer grado de primaria al igual que Nao Yuuki. Le encanta estar con Mai y a menudo se aferra a ella como si la fuera a perder. Tiene problemas con la comida picante y en las ocasiones que la ha probado ha ocasionado un desastre total en su búsqueda de agua. Usualmente a Mikoto se le ve con su espada a dos manos, ya sea en su estuche, o en posición de batalla, puesto que siempre está alerta.
La primera aparición de Mikoto ocurre cuando Takumi Tokiha le avisa a Mai que ha visto a una chica flotando en el agua. Unos segundos después los agentes de seguridad del ferry van en su rescate y la suben al barco. Es entonces cuando Mai la resucita dándole respiración de boca a boca. Unas horas después se le ve luchando con Natsuki Kuga y finalmente destruyen el ferry provocando una evacuación de emergencia y que Mai tenga que rescatarla nuevamente.
Durante los siguientes episodios, Mikoto ayuda a Mai Tokiha y a Natsuki Kuga luchando contra los huérfanos que aparecen mientras continua la búsqueda de su hermano.